# Yuji Sugano
Yuji Sugano (Prefectura d'Aichi, 14 d'abril de 1961) és un futbolista japonès que disputà un partit amb la selecció japonesa.